# Українсько-мавританські відносини
Українсько-мавританські відносини — відносини між Україною та Республікою Мавританія.
Мавританія визнала незалежність України 30 вересня 1992 року, того ж дня країни встановили дипломатичні відносини 21 жовтня 1993 року.
Інтереси громадян України в Республіці Мавританія захищає Посольство України в Мавританії.

## Торгівля
Згідно з інформацією Державного комітету статистики України, зовнішня торгівля товарами з Мавританією протягом січня 2022 року склала 6,7 млн дол. США.
Експорт товарів з України у січні 2022 року становив 5,7 млн. дол. США. У структурі українського експорту до Мавританії за січень 2022 р. переважали такі групи товарів:
- чорні метали – 76,8% експорту на загальну суму 4,4 млн. дол.США (зниження на 23.2%)
- м'ясо та їстівні субпродукти – 22,6% експорту на загальну суму 1,3 млн дол. США (більш ніж вдвічі більше у порівнянні з 2021 р.).[2]

Імпорт товарів у січні 2022 року склав 962,6 тис. дол. США. Український імпорт з Мавританії у січні 2022 р. складався з двох груп товарів:
- риба та ракоподібні – 655 тис. дол. США (68% від загального обсягу імпорту.);
- залишки і відходи харчової промисловості – 289,7 тис. дол. США (30,1% від загального обсягу імпорту).[2]

Сальдо торгівлі товарами: за січень 2022 р. позитивне і складало 4 млн 725 тис. дол. США.